# Сорочка (річка)
Сорочка — річка в Росії, в Уляновському районі Калузької області. Права притока Витебеть (басейн Волги).

## Опис
Довжина річки 17 км, найкоротша відстань між витоком і гирлом — 13,50 км, коефіцієнт звивистості річки — 1,26. Площа басейну водозбору 93 км².

## Розташування
Бере початок на північно-східній околиці села Іванівки. Тече переважно на північний захід через Уколицю, Сорокіно і у Заріч'ї впадає у річку Витебеть, праву притоку Жиздри.
Населені пункти вздовж берегової смуги: Милюганівський.
Притоки: Одронка (ліва). Довжина — 10 км.

## Цікаві факти
- Від витоку річки на відстані приблизно 5 км розташований Державний природний заказник «Калузькі засіки[ru]».
- На лівому березі річки в Уколиці розташована церква новомучениць Пузовських Євдокії, Дарії і Марії.[2]